# Coleophora uliginosella
Coleophora uliginosella is een vlinder uit de familie kokermotten (Coleophoridae). De wetenschappelijke naam is voor het eerst geldig gepubliceerd in 1872 door Glitz.
De soort komt voor in Europa.